# 黑龙滩镇
黑龙滩镇，是中华人民共和国四川省眉山市仁寿县下辖的一个乡镇级行政单位。

## 行政区划
黑龙滩镇下辖以下地区：
大坝社区、柳兴社区、天桥村、江山村、望峨村、铁门村、金山村、茶山村、光明村、高枞村、石田村、繁荣村、泉家村、大井村、渡槽村、白瞿村、十里村、白泥村、三桥村、海洪村、四新村和大田村。